# کیان‌آباد (شیراز)
کیان‌آباد (شیراز)، روستایی در پیرامون کلانشهر شیراز، و در استان فارس ایران است. این روستا در دهستان قره باغ قرار دارد. در طرح توسعه شهر شیراز، پیوست این روستا به منطقه ۹ شیراز، طرح و در دست بررسی قرار گرفت.

## جمعیت
سال ۱۳۹۵
این روستا در دهستان قره باغ قرار دارد و بر اساس سرشماری مرکز آمار ایران در سال ۱۳۹۵، جمعیت آن ۵،۰۳۹ نفر (۱،۳۸۹ خانوار) بوده‌است.